# Hrasnica (Ilidža, BiH)
Hrasnica urbano naselje od dvije mjesne zajednice (Hrasnica 1 i Hrasnica 2) u općini Ilidža ispod planine Igman – Federacija BiH, BiH. Oko 90% njenog stanovništva čine Bošnjaci (muslimani). Od Ilidže je udaljena oko 5 km. Kroz Hrasnicu teče Rijeka Večerica u koju se ulijeva potok Bunica kod centralne džamije u Hrasnici. U Hrasnici se nalazi 5 džamija. 
Izvor Večerice je odmah rijeka i većina vode se koristi za potrebe vodovoda za Hrasnicu i šire područje. Večerica se ulijeva u rijeku Željeznicu na Ilidži. Večerica se nekada ulijevala u rijeku Bosnu u blizini Rimskog mosta. Hrasnica je povezana s Ilidžom autobuskom linijom. 

## Sport
- FK Famos Hrasnica